# Fondation Gan pour le cinéma
Pour les articles homonymes, voir Gan.
 (février 2024).
L'article doit être relu — et modifié si nécessaire — par des contributeurs indépendants pour apporter un regard critique aux contributions effectuées en violation des conditions d'utilisation de Wikipédia, tant sur la forme (notamment concernant le style encyclopédique, la proportionnalité) que sur le fond (la neutralité de point de vue, la qualité et l'indépendance des sources).
La Fondation Gan pour le cinéma est une fondation du Groupe d’assurances Groupama. Créée en 1987, sous l'égide du réalisateur français Costa-Gavras, elle a vocation à soutenir la création et la diffusion de premiers longs métrages.

## Historique
En 1986, à l’occasion des 50 ans de la Cinémathèque française, dont il était président, le réalisateur Costa-Gavras contacte les grandes entreprises hexagonales.
Le Gan accueille favorablement sa demande et, sur proposition du réalisateur, crée l’année suivante une fondation d’entreprise afin de pérenniser son soutien au 7e art. La Fondation Gan pour le Cinéma voit le jour lors de la 40e édition du Festival de Cannes, en 1987.
Initialement dénommée Fondation Gan pour le cinéma, elle est rebaptisée Fondation Groupama Gan pour le Cinéma seulement le 15 janvier 2007 alors que le rachat de Gan par Groupama date de 1998. Pour finalement redevenir Fondation Gan pour le Cinéma en 2014.
Depuis la création de la Fondation, Costa-Gavras en est le président d’honneur.
Elle a reçu à trois reprises l'Oscar du Mécénat (1989, 1997 et 2005) et la médaille Grand Mécène Or du ministère de la Culture et de la Communication en 2007.
Partenaire de la Cinémathèque française dès son origine, la Fondation Gan a pris, en 2015, le titre de Grand mécène de la Cinémathèque française, comme la banque Neuflize OBC (depuis 2010), puis Vivendi, en 2016 et Pathé en 2018.

## Aide à la création
L'Aide à la Création récompense chaque année quatre projets de long métrage de fiction (premier ou second film), sélectionnés sous la forme de scénario et, attribue un Prix spécial à des projets ambitieux et originaux en matière de création.
Chaque année, deux appels à projets sont organisés. Deux commissions sont chargées de choisir les projets finalistes via une présélection et une sélection finale ou plénière. La présélection, établie par un comité de lecteurs professionnels, retient six projets. Puis, la sélection finale, menée par un jury de personnalités influentes, récompense les deux projets lauréats.
Depuis 2014, un lauréat accompagne en qualité de parrain les temps forts de l'année et préside le jury de l'Aide à la Création. Katell Quilévéré a été la première marraine, suivie de Marilyne Canto, en 2015, Alice Winocour en 2016, Thomas Lilti en 2017, Christophe Honoré en 2018, Patricia Mazuy en 2019, Raja Amari en 2020, David Oelhoffen en 2021, Nathalie Richard en 2022, Antonin Peretjatko en 2023 et Erwan Le Duc en 2024.
Parmi les 250 lauréats depuis 1987, on peut citer :
- 2011 :
  - Sur quel pied danser ? de Paul Calori et Kostia Testut ;
  - Le Sens de l'humour de Marilyne Canto ;
  - Notre enfance à Tbilissi de Téona Grenade et Thierry Grenade ;
  - Carne de perro de Fernando Guzzoni ;
  - Les Sœurs Quispe de Sebastian Sepulveda ;
  - Augustine d'Alice Winocour[6].

- 2012 :
  - La Papesse Jeanne de Jean Breschand ;
  - Des étoiles de Dyana Gaye ;
  - Gente de bien de Franco Lolli ;
  - Pourquoi m'as-tu abandonné ? d'Hadar Morag ;
  - Max et Lenny de Fred Nicolas.

- 2013 :
  - D'Une pierre deux coups de Fejria Deliba ;
  - M de Sara Forestier ;
  - Les Deux Amis de Louis Garrel[7] ;
  - Afterthought (L'Esprit de l'escalier) d'Elad Keidan ;
  - Les Versets de l'oubli d'Alireza Khatami ;
  - Toril de Laurent Teyssier ;
  - Tout en haut du monde de Remi Chayé (Prix Spécial).

- 2014 :
  - Divines de Houda Benyamina ;
  - Dogs de Bogdan Mirică ;
  - La Loi de la jungle d'Antonin Peretjatko ;
  - Mercenaire de Sacha Wolff ;
  - La Tortue rouge (The red turtle) de Michaël Dudok de Wit (Prix Spécial)[8].

- 2015 :
  - Kairos, le moment opportun de Nicolas Buenaventura ;
  - Petit Paysan d'Hubert Charuel[9] ;
  - L'Ami, François d'Assise et ses frères de Renaud Fély et Arnaud Louvet ;
  - Cornélius, le meunier hurlant de Yann Le Quellec[9] ;
  - Après la guerre d'Annarita Zambrano ;
  - Mister Wu de Patrick Zachmann (Prix Spécial)[9].

- 2016 :
  - Woman at War de Benedikt Erlingsson[10] ;
  - L'État sauvage de David Perrault[10] ;
  - En attendant les hirondelles de Karim Moussaoui[11] ;
  - La fameuse invasion des ours en Sicile de Lorenzo Mattotti (Prix Spécial)[10].

- 2017 :
  - Sofia de Meryem Benm'Barek ;
  - Tremblements de Jayro Bustamante ;
  - Shéhérazade de Jean-Bernard Marlin ;
  - Les Particules de Blaise Harrison ;
  - La Traversée de Florence Miailhe (Prix Spécial).

- 2018 :
  - Tout le monde m'appelle Mike de Guillaume Bonnier ;
  - Mon Légionnaire de Rachel Lang ;
  - Bruno Reidal de Vincent Le Port ;
  - La Morsure de Romain de Saint-Blanquat ;
  - Le Sommet des dieux de Patrick Imbert (Prix Spécial).

- 2019 :
  - Les Meilleures de Marion Desseigne Ravel ;
  - Titane de Julia Ducournau ;
  - De Bas étage de Yassine Qnia ;
  - La Jauria (La Meute) d'Andrés Ramirez Pulido.

- 2020 :
  - On The Road Again d'Emmanuelle Devos ;
  - Le Grand marin de Dinara Droukarova ;
  - Trois nuits par semaine de Florent Gouëlou ;
  - La Montagne de Thomas Salvador ;
  - Un petit frère de Léonor Serraille.

- 2021 :
  - Vincent doit mourir de Stéphan Castang ;
  - Les Meutes de Kamal Lazraq ;
  - La Fille de son père d'Erwan Le Duc ;
  - L'Amour selon Dalva d'Emmanuelle Nicot ;
  - Saules Aveugles, Femme Endormie de Pierre Földes.

- 2022 :
  - Hiver à Sokcho de Koya Kamura
  - All We Imagine as Light de Payal Kapadia
  - Les Fantômes (film) de Jonathan Millet
  - La Baleine de Sylvère Petit
  - Planètes de Momoko Seto (Prix Spécial)

- 2023 :
  - Le Mohican de Frédéric Farrucci
  - L'Engloutie de Louise Hémon
  - Little Jaffna de Lawrence Valin
  - La Couleuvre Noire d'Aurélien Vernhes-Lermusiaux
  - Arco d'Ugo Bienvenu (Prix Spécial)

- 2024 :
  - La Gradiva de Marine Atlan
  - 49 jours de HU Wei
  - Baise en ville de Martin Jauvat
  - Tu feras tomber les rois de Maïté Sonnet
  - Happy End de Marie Amachoukeli et Vladimir Mavounia-Kouka (Prix Spécial)

## Aide à la diffusion
La Fondation apporte son soutien à différents festivals, que ce soit par l'octroi d'une aide financière, la dotation d'une aide à la diffusion ou la mise en place de rendez-vous professionnels.
La Fondation Gan est partenaire de deux festivals : 
- La Semaine de la critique, compétition parallèle au Festival de Cannes. À cette occasion, la Fondation Gan décerne un Prix à la Diffusion à l’un des 7 films en compétition[12] :
  - 2014 : The Tribe de Myroslav Slaboshpytskiy ;
  - 2015 : Ni le ciel ni la terre de Clément Cogitore[13] ;
  - 2016 : Une semaine et un jour d'Asaph Polonsky[14] ;
  - 2017 : Gabriel et la Montagne de Fellipe Barbosa ;
  - 2018 : Monsieur de Rohena Gera ;
  - 2019 : Vivarium de Lorcan Finnegan ;
  - 2020 : After Love d'Aleem Khan ;
  - 2021 : Rien à foutre de Julie Lecoustre et Emmanuel Marre.
  - 2022 : L'Étrange Histoire du coupeur de bois de Mikko Myllylahti
  - 2023 : Inchallah un fils de Amjad Al Rasheed
  - 2024 : Julie se tait de Leonardo Van Dijl

- Le Festival international du film d'animation d'Annecy :
  - 2014 : Adama de Simon Rouby[15] ;
  - 2015 : Ma vie de Courgette de Claude Barras[16] ;
  - 2016 : Croc-Blanc d'Alexandre Espigares[17] ;
  - 2017 : Petit Vampire de Joann Sfar ;
  - 2018 : Les Hirondelles de Kaboul de Zabou Breitman et Éléa Gobbé-Mévellec ;
  - 2019 : Josep d'Aurel ;
  - 2021 : Flee de Jonas Poher Rasmussen.
  - 2022 : Interdit aux chiens et aux Italiens d'Alain Ughetto
  - 2023 : Linda veut du poulet ! de Chiara Malta et Sébastien Laudenbach
  - 2024 : Flow de Gints Zilbalodis

## Le patrimoine
Jusqu'en 2013, la Fondation a participé à la restauration et à la numérisation de nombreux chefs-d'œuvre du patrimoine cinématographique, parmi lesquels :
- 1902 : La version couleur du film Le Voyage dans la Lune de Georges Méliès[19] ;
- 1928 : Un chapeau de paille d'Italie de René Clair ;
- 1930 : L'Âge d'or de Luis Buñuel ;
- 1949 : Jour de Fête de Jacques Tati[20] ;
- 1952 : Le Carrosse d'or de Jean Renoir ;
- 1953 : Les Vacances de monsieur Hulot de Jacques Tati[20] ;
- 1958 : Mon oncle de Jacques Tati[20] ;
- 1959 : Hiroshima mon amour d'Alain Resnais ;
- 1959 : Les Quatre Cents Coups de François Truffaut ;
- 1967 : Playtime de Jacques Tati[20] ;
- L’œuvre cinématographique de Pierre Étaix.